# Kontron
Die Kontron AG ist ein auf loT-Technologien und Embedded Computer-Lösungen spezialisierter österreichischer Konzern mit Hauptsitz in Linz.
Das global agierende Unternehmen bietet Hardware-, und Softwarelösungen sowie Dienstleistungen, darunter Technologien für Künstliche Intelligenz, 5G und Edge-Computing an. Kontron fokussiert sich auf die Automatisierung industrieller Prozesse, die Optimierung intelligenter und sicherer Transportsysteme sowie Entwicklungen in den Bereichen Kommunikation/Konnektivität, Medizintechnik und Energie, einschließlich erneuerbarer Energien wie Solarenergie und Elektromobilität. Durch eigene Entwicklungs- und Produktionsdienstleistungen deckt Kontron gesamte Wertschöpfungsketten ab.
Das Unternehmen ist im SDAX sowie TecDAX der Deutschen Börse notiert und beschäftigt mehr als 7.000 Mitarbeiter in 20 Ländern.

## Geschichte

Ehemaliges Logo

Kontron wurde 1959 von Branco Weiss als Service für wissenschaftliche Geräte in Zürich gegründet und entwickelte u. a. Ultraschallmessgeräte für die Geburtshilfe und Geräte zur Bestimmung von Blutgruppen. 1974 verkaufte Weiss das Unternehmen an Hoffmann-La Roche, das die Firma 1989 wiederum an den Münchener Autohersteller BMW verkaufte, der es zur Entwicklung von Steuerungs-, Hard- und Software für die x86-Prozessortechnologie einsetzte.
Aus der übernommenen Kontron AG hatte die Hoffmann-La Roche AG die Kontron Medizintechnik AG (gegründet 1980 in Eching als Kontron Leiterplatten GmbH) ausgegliedert und 1984  auf die als Kontron Instruments AG 1971 in Neufahrn bei Freising gegründete  Tochtergesellschaft übertragen, die ihren Sitz 1988 nach Zürich, dann nach Schlieren und Rotkreuz verlegte. Weil der Betrieb 1994 dort eingestellt und die Firma auf die Kontron Immobilien AG in Dübendorf übertragen werden sollte, gründeten Mitarbeiter die ECR AG als Management-Buy-out von Roche Diagnostics.
Im Jahr 2000 wurde die inzwischen verselbständigte Kontron Embedded Computers AG am Neuen Markt eingeführt.
Zum 1. September 2000 kaufte Kontron den Industriecomputer-Hersteller PEP Modular Computers, Kaufbeuren. Im Jahr 2002 haben sich die führenden Anbieter im Bereich Embedded Computer Technologie, Kontron AG und JUMPtec AG, entschlossen zu fusionieren. Die Zustimmungen dazu wurden am 19. Juni 2002 in der JUMPtec-Hauptversammlung und am 3. Juli 2002 durch die Kontron-Hauptversammlung der jeweiligen Aktionäre erteilt. Zu dem Zeitpunkt arbeiteten über 1400 Mitarbeiter in den beiden Unternehmen in über 20 Ländern. Im Dezember 2004 gründeten 13 ehemaligen JUMPtec- bzw. Kontron-Mitarbeiter in Deggendorf Congatec.
Im September 2009 übernahm die Kontron Compact Computer AG die Mehrheit an der DIGITAL-LOGIC AG in Luterbach (Schweiz) von Firmengründer Felix Kunz, einem Hersteller von Embedded PCs und Computersystemen. Drei Jahre später wurde dieses Werk geschlossen.
Wie am 20. Mai 2010 bekannt wurde, hat Kontron über ihre US-Tochtergesellschaft die US-amerikanische AP Labs-Gruppe mit Sitz im kalifornischen San Diego zu 100 % übernommen. Das übernommene Unternehmen gilt als einer der führenden Systemintegratoren in den Bereichen Verteidigung sowie Luft- und Raumfahrt, entwickelt hochkomplexe und robuste Computersysteme sowie spezialisierte Anwendungen.
Am 24. Juli 2013 kündigte Kontron an, die Standorte Eching, Roding und Kaufbeuren bis Mitte 2014 zu schließen und das Geschäft auf den Standort Augsburg zu konzentrieren.
2017 wurde Kontron, wie im Februar ebendieses Jahres angekündigt, vom österreichischen IT-Service Unternehmen S&T AG übernommen, nachdem dieser bereits im Oktober 2016 mit 30 Prozent bei Kontron eingestiegen war. Der Kauf wurde wesentlich finanziert durch den taiwanischen Auftragsfertiger Foxconn, der sich durch eine Kapitalerhöhung mit knapp 30 Prozent an der S&TAG beteiligte.
Im Juni 2022 wurde die Konzernmutter S&T in Kontron AG umfirmiert und der Sitz der neuen Kontron AG nach Linz, Österreich verlagert.
Im August 2022 veräußerte die Kontron AG erhebliche Teile ihres IT-Services-Geschäfts an die VINCI Energies S.A., Teil des börsennotierten französischen Konzerns VINCI.
Im Januar 2024 erfolgte der bisher größte Unternehmenszukauf der Firmengeschichte mit dem mehrheitlichen Erwerb der Katek SE. Diese Erweiterung stärkte das Produktportfolio im Bereich Renewables (EV Charging, Solar), andererseits wurden die Fertigungsoptionen der Firmengruppe stark verbreitert. Die Mitarbeiteranzahl erhöhte sich durch diese Akquisition auf etwa 7.000 weltweit, der Umsatz stieg auf 1,685 Mrd.€ (2024).
Kontron erwartet für das Jahr 2025 ein Umsatzwachstum auf EUR 1.900 bis EUR 2.000 Mio. Beim operativen Ergebnis (EBITDA) geht Kontron von einem Wachstum auf mindestens EUR 220 Mio. aus.

## Produktbereiche
Die Produktpalette der Kontron Gruppe umfasst Dienstleistungen sowie branchenübergreifende Hard- und Softwarelösungen im IoT Sektor, mit Schwerpunkt industrielle Automatisierung. Gemäß Homepage (Stand 2025) gliedern sich die angebotenen Produkte und Lösungen in: Boards und Standardformfaktoren, Systeme, Software & Lösungen, kundenspezifische Produkte und Services.
Das Service- und Software-Portfolio des Kontron Konzerns clustert sich auszugsweise in folgende Segmente:

### susietec Toolset
Das susietec Toolset ist ein loT Toolset, das Lösungsansätze und Methoden zur Umsetzung von digitalen Transformationen und loT Adaptionen in Unternehmen bereitstellt. Das Toolset ist darauf ausgelegt, Hardware- und Softwarekomponenten zu integrieren und die Analyse, Systemberatung sowie Implementierung zu unterstützen. Es soll als Maßnahmenpaket zur Steigerung der Reaktionsfähigkeit auf die Herausforderungen der digitalen Transformation und zur Implementierung von loT Lösungen verstanden werden. Optimierung von Betriebsabläufen und Stärkung der Wettbewerbsfähigkeit stehen hierbei im Vordergrund.

### KontronOS
KontronOS ist ein Linux-basiertes [Betriebssystem], das für den industriellen loT Cloud-Bereich entwickelt wurde. Es zielt darauf ab, die Sicherheit und Aktualität von Edge-Devices zu gewährleisten. Das System ist so konzipiert, dass es individuelle Anforderungen sowohl der Soft- als auch der Hardware berücksichtigt.

### Industrielle Automatisierung
Hard- und Softwarelösungen für den Bereich IoT sowie Industrie 4.0. Das Produktangebot beinhaltet standardisierte sowie angepasste Lösungen. Dazu zählen industrielle Steuerung, industrielle Visualisierung, industrielles loT und Building Automation.

### Mobile Private Networks
MPNs kommen speziell für sicherheitskritische loT-Anwendungsfälle zum Einsatz. Anwendungsbeispiele sind etwa die Überwachung von Sensordaten, Standortbestimmung und -verfolgung, Robotik, selbstfahrende oder autonom gesteuerte Fahrzeuge (AGVs), Augmented Reality oder die Vernetzung von Mitarbeitern. Sie finden Anwendung in unternehmenskritischen Systemen und Applikationen, wie z. B. an Verkehrs- respektive Transportknotenpunkten, in Maschinen- sowie Fertigungshallen und im Lagerwesen.

### COM-HPC: High Performance Computing
COM-HPC ist eine Plattform für Hochleistungsrechenaufgaben, die im Gegensatz zu Cloud Computing direkt am Entstehungsort der Daten, wie etwa an Mobilfunkmasten, in Fertigungsstraßen, in Lagerhallen, in Verarbeitungsanlagen und in autonomen Fahrzeugen, zum Einsatz gelangt.

### Transportation
End-to-End Kommunikationslösungen für unternehmenskritische Netzwerke im Schienenverkehr. Das Portfolio umfasst GSM-Railways, FRMCS, TETRA, DMR, LTE-Lösungen für missionskritische Netze sowie Mobilitätslösungen für den öffentlichen Verkehr.

### Hardware-Portfolio

#### Boards und Standardformfaktoren
- COM Express
- COM-HPC
- SMARC
- Qseven
- Single Board Computer
- Motherboards
- VME
- VPX[32]
- SOM
- CompactPCI
- PMC / XMC / FMC

#### Systems
- Embedded Box PC
- Industrie Monitore
- Panel PC
- Workstations
- Rackmount Systeme
- Network Switching
- Control Units & I/O Module
- Cloud Systeme
- Multi-Edge Server
- Rugged Platforms for Harsh Environments

### Software & Solutions
- Kontron susietec IoT Toolset
- Artificial Intelligence
- Security
- Control and Monitoring
- Safety

### Custom Products (Kundenspezifische Produkte)
Für Anwendungen, bei denen die Standardprodukte nicht geeignet sind, bietet Kontron Semi- und Full-Custom-Designs an, die an die individuellen Anforderungen der Applikation angepasst sind.

### Electronics²
Unter der Service-Marke „Electronics²“ bietet Kontron weltweit Entwicklungs- und Produktionsdienstleistungen sowie Produkte an.

### Frühere Produkte von Kontron (Auswahl)
- Kontron PSI 80
- Analyzer basierend auf Z80, CP/M und ECL-Logik
- Diverse Labormesstechnik (Frequenzzähler, Funktionsgeneratoren, Pulsgeneratoren … )